# Василис Киркос
Василис Киркос (на гръцки: Βασίλης Κύρκος) е виден гръцки художник, който живее на Санторини.

## Биография
Роден е в 1942 година в леринското село Неокази (Неохораки). В 1966 година започва да учи живопис и иконография и стенопис в Атинското училище за изящни изкуства при Йоргос Мавройдис и Константинос Ксинопулос. След няколко прекъсвания на учението си по финансови причини завършва в 1975 година. След това се премества в Париж, където изучава съвременно изкуство. Василис Киркос прави първите си артистични изяви в Лерин в две групови изложби на художници от Лерин през септември 1958 година и август 1961 година. По-късно се установява в Атина и през януари 1973 година. Автор е на много самостоятелни изложби в Гърция. В 1974 година е сред основателите на Леринското убежище за любителите на изкуството. Член е на Гръцката камара на изкуствата. От 1982 година живее и работи на Санторини, където в творчеството му започва втори период с произведения с по-общ стил, с интензивно отразяване на цветовете и с модерни визуални решения. Лиричното настроение, на което се основава цялото му творчество, не липсва в почти никоя от неговите картини. Пейзажите му са експресионистични или минималистични, изпълнени с различни техники.
Умира в 2022 година.